# Alan Moorehead
Alan McCrae Moorehead (Melbourne, 22 de Julho de 1910 – Londres, 29 de setembro de 1983) foi um correspondente de guerra australiano e escritor de histórias populares, mais notavelmente de dois livros sobre a exploração do Nilo, The White Nile (1960) e The Blue Nile (1962). Foi para a Inglaterra em 1937.